# 2013年浙江大学校长任命风波
浙大校长任命风波是指2013年林建华被任命为浙江大学校长时所引发的一系列争议和讨论。林建华此前在重庆大学担任校长期间，实施了一系列人事制度改革，引发了一些争议。因此，他被调任至浙江大学校长一职时，引起了校内外的关注和质疑。其中，一些校友和舆论认为，林建华缺乏浙江大学的背景和了解，不适合担任该校校长一职。这一争议在网络上持续发酵。

## 经过
2013年，林建华在重庆大学担任校长期间，人事制度改革等多项改革措施被网络发帖声讨。2013年2月，杨卫离任浙江大学校长后，校长一职空缺数月。
2013年6月，教育部委任林建华为浙江大学校长。法国浙大校友会长王晓杰在微博发表全球各地多位浙江大学校友会负责人的联合声明，表达对校长任命的诉求，声明回顾路甬祥、潘云鹤以及杨卫三人的治校经历，认为浙大校长必须“有良好的学术品德和社会声誉，需具备卓越的学术成就，应对浙江大学有着深入的理解和认识，有良好的大局观和国际视野”。随后，一封反对林建华先生担任浙江大学校长的公开信在网上流传，信中认为没有浙江大学求学任教背景的林建华不适合担任浙江大学校长。浙江大学校友总会随后辟谣，指校友总会从未抵制校长任命，并将配合新校长工作。

## 影响
2014年3月，林建华接受《新京报》采访，称任命风波不会影响浙大的改革力度。2015年，在浙大任职20个月的林建华离开浙大，调任北京大学校长。
有传闻称褚健曾是抵制浙大新校长任命的“幕后推手”。2013年10月18日，浙江省人民检察院以涉嫌贪污罪对褚健立案侦查，11月5日被逮捕。褚健被免去一切职务。2017年1月16日，在被羁押三年三个月后，褚健案在湖州中院开庭宣判，判处有期徒刑三年三个月，其表示认罪悔罪。2017年1月18日刑满释放后，回到其创办的浙大中控。